# Endgame (álbum de Rise Against)
Endgame es el sexto álbum de estudio de la banda estadounidense de hardcore punk Rise Against, producido por Bill Stevenson y publicado el 15 de marzo de 2011. Rise Against comenzó a trabajar en el disco en septiembre de 2010, después de su gira de promoción de su anterior disco Appeal to Reason. El primer sencillo del disco, «Help Is on the Way» debutó el 17 de enero de 2011 y se publicó en su MySpace y como sencillo digital el 25 de enero de 2011. El álbum ha sido certificado disco de platino por la CRIA y disco de oro por la BVMI.

## Historia y grabación
Después del éxito comercial de su quinto disco de estudio, Appeal to Reason, y la gira de promoción del mismo, Rise Against entró en los estudios de The Blasting Room en Fort Collins, Colorado en septiembre de 2010 para comenzar la grabación de su nuevo álbum. Rise Against terminó de grabar en enero de 2011.
El disco trata sobre «el fin de la humanidad» con letras dedicadas a eventos mundiales y política, incluyendo el huracán Katrina, suicidio entre jóvenes LGBT y el derrame de petróleo del Deepwater Horizon. Según McIlrath, «Endgame se utilizó para hablar del mundo de forma distinta a lo que lo habíamos hecho antes. Habla del mundo en la perspectiva de que es demasiado tarde para reciclar. Es demasiado tarde para comenzar a conducir un híbrido. Demasiado tarde para decidir si crees o no en el calentamiento global, ya que el mismo ya ha devorado el planeta». A pesar de que las letras hablan de tópicos desalentadores, de hecho toma una postura positiva y se escribieó con la perspectiva de «¿Y si el lugar en el otro lado de esta transición es un lugar donde preferiríamos vivir?»
Antes del lanzamiento del disco, Spin Magazine etiquetó Endgame como un álbum conceptual y sugirió que estaba influenciado por Dixie Chicks, aunque el 7 de enero de 2011, McIlrath twiteó un mensaje desmintiendo que fuese un disco conceptual y que desde luego no tenía nada que ver con Dixie Chicks.
Endgame es el primer disco de Rise against en dejar clara su postura anti homófoba: La canción «Make It Stop (September's Children)» trata sobre los recientes suicidos de los adolescentes de la comunidad LGBT, mencionado a Tyler Clementi, Billy Lucas, Harrison Chase Brown, Cody J. Barker y Seth Walsh.

## Recepción
Las primeras reseñas sobre el disco fueron generalmente positivas, con elogios a cómo habían pulido su estilo musical desde Appeal to Reason. Thomas Nassiff dijo que «en lugar de volver a su viejo estilo, la banda la solidifica y evoluciona su estilo». La reseña de Rock Sound dijo que era «genuinamente impresionante». A pesar de que muchos críticos han alabado su sonido, algunos comentaron que Rise Against se había alejado demasiado de sus raíces punk. Kenny Herzog criticó el sencillo «Architects».

## Lista de pistas
| Versión estándar |                                       |          |  |
| N.º              | Título                                | Duración |  |
| 1.               | «Architects»                          | 3:42     |  |
| 2.               | «Help Is on the Way»                  | 3:57     |  |
| 3.               | «Make It Stop (September's Children)» | 3:55     |  |
| 4.               | «Disparity by Design»                 | 3:49     |  |
| 5.               | «Satellite»                           | 3:59     |  |
| 6.               | «Midnight Hands»                      | 4:18     |  |
| 7.               | «Survivor Guilt»                      | 4:00     |  |
| 8.               | «Broken Mirrors»                      | 3:55     |  |
| 9.               | «Wait for Me»                         | 3:40     |  |
| 10.              | «A Gentlemen's Coup»                  | 3:46     |  |
| 11.              | «This Is Letting Go»                  | 3:41     |  |
| 12.              | «Endgame»                             | 3:24     |  |
| 46:05            |                                       |          |  |

| Versión iTunes |            |          |  |
| N.º            | Título     | Duración |  |
| 13.            | «Lanterns» | 3:49     |  |
| 49:54          |            |          |  |

| Versión australiana y neozelandesa |                                  |          |  |
| N.º                                | Título                           | Duración |  |
| 13.                                | «The Good Left Undone» (En vivo) | 3:02     |  |
| 49:07                              |                                  |          |  |

## Créditos
| Rise Against - Tim McIlrath – voz, guitarra rítmica - Joe Principe – bajo, coros - Brandon Barnes – batería, percusión - Zach Blair – guitarra líder, coros Músicos adicionales - Chad Price (de ALL) – coros - Matt Skiba - coros en «Midnight Hands» - Miles Stevenson, Maddie Stevenson, Stacie Stevenson y Tess Young - coros en «Make It Stop (September's Children)» Diseño - Evan Hunt – Fotografía - Dina Hovsepian – Diseño gráfico | Producción - Bill Stevenson – productor, ingeniero - Jason Livermore – productor, ingeniero - Andrew Berlin – ingeniero - Chris Lord-Alge – mezclas - Ted Jensen – masterización - Thom Panonzio – A&R - Evan Peters – coordinador A&R - Nik Karpen y Keith Armstrong - asistente mezclas - Brad Townsend y Andrew Shubert - ingeniería adicional |